# 약대동
약대동(若大洞)은 대한민국 경기도 부천시 원미구의 법정동이다. 2019년까지는 약대동을 관할하는 행정동으로의 약대동도 존재하였으나, 2019년 7월 1일을 기해 신중동에 통합되어 폐지되었다.

## 지명 유래
약대동은 마의 먹이인 거여와 나벌의 뜻을 가진 약목이라 하다가 이곳에 약수터가 있다하여 약대로 불렸다고 한다. 토질이 비옥하고 식물 분포가 다양하여 산나물과 약초가 많이 난다 하여 약대말[藥垈·藥臺]이라고 불리게 되었다는 설도 있으며, 대형 초식 동물이 좋아하는 억새풀이 많이 자생하여 약대(낙타)를 사육하였으므로 약대말이라고 불리게 되었다고도 한다.

## 연혁
- 1975년 10월 1일 : 부천시 신흥동
- 1982년 8월 1일 : 신흥1동과 2동으로 분동되었다.
- 1993년 2월 1일 : 신흥1동을 약대동으로 동명칭을 변경하였다.[1]
- 2019년 7월 1일 : 신중동에 통합되었다.
- 2024년 1월 1일: 약대동으로 분동되었다.

## 법정동
- 약대동

## 인구

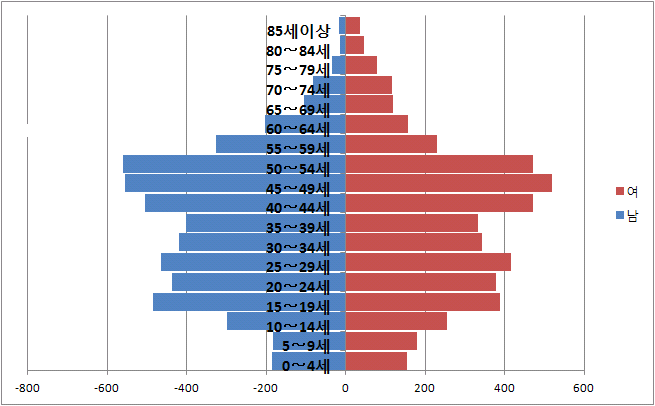
2010년 약대동 인구구조

2010년 약대동의 인구는 9,968명이고 이중 남자는 5,277명, 여자는 4,691명으로 남자가 많고 성비는 112.5이다. 14세 이하의 유소년 인구의 비율은 12.6%로 부천시 평균 15.8%보다 낮고 노년 인구 비율은 6.5%이고, 가장 인구가 많은 연령대는 45~49세이다.

## 교육
- 약대초등학교
- 부천초등학교

## 명소
- 수돗길